# Mont-Roc
 Mont-Roc  es una población y comuna francesa, ubicada en la región de Mediodía-Pirineos, departamento de Tarn, en el distrito de Castres y cantón de Montredon-Labessonnié.

## Demografía
| 221 | 211 | 255 | 241 | 219 | 173 |
| Para los censos de 1962 a 1999 la población legal corresponde a la población sin duplicidades (Fuente: INSEE [Consultar]) |     |     |     |     |     |